# Les oiseaux du bonheur
A Les oiseaux du bonheur (magyarul A boldogság madarai) Céline Dion kanadai énekesnő kilencedik, francia nyelvű albuma, mely 1984-ben jelent meg Franciaországban. Ez az énekesnő második franciaországi lemeze.

## Háttér
A Les oiseaux du bonheur egy válogatáslemez Céline Dion korábbi, Kanadában megjelent lemezeiből. A lemezről egy kislemez készült, a Mon rêve de toujours. Az album 75 000 példányban kelt el.
A dalok főként a Mélanie című albumról származnak, valamint három új dal került rá: Paul et Virginie, Les oiseaux du bonheur és Hymne à l’amitié. Ezen kívül a harmadik újrafelvétele a La voix du bon Dieu dalnak, mely az énekesnő első albumáról származik.
Az új dalok közül a Paul et Virginie (későbbi címén Virginie... Roman d'amour) és a Les oiseaux du bonheur rákerült Céline Dion következő kanadai, a C’est pour toi című lemezre is, a Hymne à l’amitié pedig sosem jelent meg Kanadában.

## Az album dalai
| #   | Cím                             | Szerző(k)                                    | Hossz |
| --- | ------------------------------- | -------------------------------------------- | ----- |
| 1.  | Trois heures vingt              | Eddy Marnay, Patrick Lemaitre                | 3:41  |
| 2.  | Trop jeune à dix-sept ans       | Marnay, P. Greedus, B. Blue                  | 4:54  |
| 3.  | Mon rêve de toujours            | Marnay, Jean-Pierre Goussaud                 | 4:23  |
| 4.  | Paul et Virginie                | Marnay, Christian Loigerot, Thierry Geoffroy | 3:23  |
| 5.  | La voix du bon Dieu             | Marnay, Suzanne-Mia Dumont                   | 3:18  |
| 6.  | Les oiseaux du bonheur          | Marnay, André Popp                           | 3:43  |
| 7.  | Tellement j’ai d’amour pour toi | Marnay, Hubert Giraud                        | 3:01  |
| 8.  | Un amour pour moi               | Marnay, Loigerot, Geoffroy                   | 3:23  |
| 9.  | Benjamin                        | Marnay, Pierre Papadiamandis                 | 4:38  |
| 10. | Hymne à l’amitié                | Marnay, D.B. Bembo, M. Giacomelli, S. Bardot | 4:01  |

## Megjelenések
| Terület       | Megjelenés | Kiadó     | Formátum        | Katalógusszám |
| ------------- | ---------- | --------- | --------------- | ------------- |
| Franciaország | 1984       | Pathe/EMI | Hanglemez       | 240219 1      |
| Franciaország | 1984       | Pathe/EMI | Compact kazetta | 240219 4      |

## Fordítás
Ez a szócikk részben vagy egészben  a   Les oiseaux du bonheur című angol Wikipédia-szócikk ezen változatának fordításán alapul.  Az eredeti cikk szerkesztőit annak laptörténete sorolja fel. Ez a jelzés csupán a megfogalmazás eredetét és a szerzői jogokat jelzi, nem szolgál a cikkben szereplő információk forrásmegjelöléseként.